# Всехсвятское сельское поселение
Всехсвя́тское сельское поселение — муниципальное образование в составе Белохолуницкого района Кировской области России.
Центр — село Всехсвятское.

## История
Всехсвятское сельское поселение образовано 1 января 2006 года согласно Закону Кировской области от 07.12.2004 № 284-ЗО.

## Население
| 2010 | 2012 | 2013 | 2014 | 2015 | 2016 | 2017 |
| ---- | ---- | ---- | ---- | ---- | ---- | ---- |
| 729  | ↘709 | ↘681 | ↘658 | ↘637 | ↗642 | ↘618 |
| 2018 | 2019 | 2020 | 2021 |      |      |      |
| ↘589 | ↘580 | ↘573 | ↗604 |      |      |      |

## Состав
В состав городского поселения входят 4 населённых пункта (население, 2010):
- село Всехсвятское — 373 чел.;
- деревня Пашково — 2 чел.;
- деревня Суворовцы — 0 чел.;
- село Сырьяны — 354 чел.